# Chiesa dei Santi Carlo Borromeo e Bernardo di Mentone
La chiesa dei Santi Carlo Borromeo e Bernardo di Mentone è il principale luogo di culto cattolico di Dalpe.

## Storia
In questo luogo sorgeva una chiesa dedicata a Santa Maria, consacrata nel 1356 e demolita nel 1660. L'anno successivo fu costruito l'attuale edificio, prolungato verso nord nel 1828 con tre cappelle laterali e un coro quadrangolare. Subì restauri e ristrutturazioni negli anni 1936, 1983-1987, nel 1995.

## Descrizione

### Esterno
Orientata con facciata a capanna rivolta verso sud. Al centro un portale con cornice in pietra e subito sopra una nicchia ovoidale con affrescato San Carlo. Al di sopra una finestra rettangolare. Attaccato al coro c'è il campanile, con copertura piramidale.

### Interno
L'interno della chiesa è a navata unica con volta a botte lunettata.
La volta a botte del coro è decorata con stucchi di "stile Reggenza" della metà del XVIII secolo, che incornciano gli affrescchi della seconda metà del XIX secolo ad opera dei fratelli Stefano e Tommaso Calgari che hanno per tema gli Evangelisti. Gli affreschi qui e nelle cappelle laterali sono di Costantino Lomazzi, dell'inizio del XX secolo, che in parte forse riprendono quelli dei Calgari.
Nell'arredo liturgico, in parte del XIX secolo, spicca una croce astile processionale e un codice manoscritto con la passio di San Placido.